# Raimo Karlsson
Raimo „Sumo” Johan Hilding Karlsson (ur. 18 lutego 1948 w Helsinkach, zm. 27 lutego 2007 w Phuket) – fiński zapaśnik walczący w stylu klasycznym. Olimpijczyk z Monachium 1972, gdzie odpadł w eliminacjach w kategorii plus 100 kg.
Sześciokrotny medalista mistrzostw nordyckich w latach 1974–1979 roku.